# Горна Вращица
Горна Вращица (на македонска литературна норма: Горна Враштица) е село в югоизточната част на Северна Македония, в община Конче.

## География
Селото е разположено в северните склонове на планината Смърдеш, по горното течение на Крива Лъкавица, на надморска височина от 560 m. Землището обхваща 9,1 km2.

## История
Към края XIX век Горна Вращица е чисто българско село, числящо се към Радовишка кааза на Османската империя. Според статистиката на Васил Кънчов („Македония. Етнография и статистика“) от 1900 година селото има 132 жители, всички българи християни.
В началото на XX век християнските жители на селото са под върховенството на Българската екзархия. По данни на секретаря на екзархията Димитър Мишев („La Macédoine et sa Population Chrétienne“) през 1905 година в Горно Вращица (Gorno-Vrachtitza) има 176 българи екзархисти.
През февруари 1915 година сръбските окупатори измъчват 35-годишната бременна Фимка Панова и изнасилват и пребиват 25-годишната бременна Фимка Христова, в резултат и двете жени и неродените им деца умират.
В 1961 година селото има 57 души, след което жителите му се изселват.
| Година    | 1948 | 1953 | 1961 | 1971 | 1981 | 1991 | 1994 | 2002 |
| --------- | ---- | ---- | ---- | ---- | ---- | ---- | ---- | ---- |
| Население | 146  | 160  | 57   | 2    | 0    | 0    | 0    | 0    |